# Abborrtjärnen (Älvdalens socken, Dalarna, 680784-138151)
Abborrtjärnen är en sjö i Älvdalens kommun i Dalarna och ingår i Dalälvens huvudavrinningsområde.